# Roger Donaldson
Roger Donaldson (Ballarat, Australia, 15 de noviembre de 1943) es un director de cine, productor y guionista australiano con una multitud de películas de notable éxito. Fue uno de los cofundadores de la New Zealand Film Commission.

## Biografía
Roger Donaldson nació en Ballarat, Victoria, Australia aunque en 1965 emigró a Nueva Zelanda para establecerse con un pequeño negocio de fotografía. Su primera colaboración en la industria del cine fue la dirección de la serie Winners and Losers para la televisión neozelandesa. En 1977, realizaría su debut en la gran pantalla con la dirección y producción de Perros durmientes. Esta sería la primera película que alcanzaría una fama más allá de las fronteras del país en los últimos 15 años, cosa que convenció al gobierno kiwi a contar con Donaldson para fundar el New Zealand Film Commission en 1978. Perros durmientes sería el primer film donde Donaldson colaboraría con el actor y músico Bruno Lawrence, con el que trabajaría hasta Smash Palace en 1981.
En 1984, Donaldson daría el salto a la industria norteamericana con el tercer remake de Mutiny of the Bounty, con el nombre de Motín a bordo y que tendría a Mel Gibson y Anthony Hopkins como sus principales protagonistas. La película sería nominada a la Palma de Oro del  Festival de Cannes. A partir de ahí, Donaldson se convertiría en un director afamado y con una serie de títulos de éxito pero con una calidad irregular. Así, destacan el thriller No hay salida (protagonizado por Kevin Costner y Gene Hackman), Cocktail (con Elisabeth Shue y Tom Cruise), Un pueblo llamado Dante's Peak (con Pierce Brosnan y Linda Hamilton), Trece días (con Kevin Costner y Steven Culp) y la popular película de ciencia ficción Species.

## Filmografía

### Director
- Perros durmientes  (Sleeping Dogs) (1977)
- Nutcase (1980)
- Smash Palace (1981)
- Motín a bordo (The Bounty) (1984)
- Marie... es jugar con fuego (Marie: A True Story) (1985)
- No hay salida (No Way Out) (1987)
- Cocktail (Cocktail) (1988)
- Cadillac Man (Cadillac Man) (1990)
- Arenas blancas (White Sands) (1992)
- La huida (The Getaway) (1994)
- Species (Species) (1995)
- Un pueblo llamado Dante's Peak (Dante's Peak) (1997)
- Trece días (2000) (Thirteen Days Which Shocked the World) (2000)
- La prueba (The Recruit) (2003)
- Burt Munro (The World's Fastest Indian) (2005)
- El robo del siglo (The Bank Job) (2008)
- The November Man (2014)

### Productor
- Perros durmientes (1977)
- Smash Palace (1981)
- Cadillac Man (1990)
- Fearless (1999) (TV) (executive producer)

### Guionista
- Smash Palace (1981)
- Burt Munro (The World's Fastest Indian) (2005)

### Director artístico
- Perros durmientes (1977)